# Handball-Europameisterschaft 2008/Norwegen
In diesem Artikel wird die norwegische Männer-Handballnationalmannschaft bei der Europameisterschaft 2008 in Norwegen behandelt.

## Qualifikation
→ Siehe Handball-Europameisterschaft 2008 

## Mannschaft

### Kader
| Nr.                           | Name                          | Verein                        | LS/Tore (vor EM)              | Spiele                        | Tore                          |                               | Zeitstrafen                   |                               |
| Torhüter (% gehaltener Bälle) | Torhüter (% gehaltener Bälle) | Torhüter (% gehaltener Bälle) | Torhüter (% gehaltener Bälle) | Torhüter (% gehaltener Bälle) | Torhüter (% gehaltener Bälle) | Torhüter (% gehaltener Bälle) | Torhüter (% gehaltener Bälle) | Torhüter (% gehaltener Bälle) |
| ----------------------------- | ----------------------------- | ----------------------------- | ----------------------------- | ----------------------------- | ----------------------------- | ----------------------------- | ----------------------------- | ----------------------------- |
| 1                             | Steinar Ege                   | FC Kopenhagen                 | 188 / 1                       | 7                             | (39 %)                        | -                             | -                             | -                             |
| 12                            | Ole Erevik                    | SC Magdeburg                  | 80 / 0                        | 7                             | (34 %)                        | -                             | -                             | -                             |
| Feldspieler                   |                               |                               |                               |                               |                               |                               |                               |                               |
| 2                             | Glenn Solberg                 | Drammen HK                    | 115 / 239                     | 7                             | 11                            | 4                             | 3                             | -                             |
| 3                             | Frode Hagen                   | Drammen HK                    | 181 / 541                     | 7                             | 33                            | 3                             | 5                             | 1                             |
| 5                             | Frank Løke                    | ZMC Amicitia Zürich           | 126 / 468                     | 5                             | 21                            | -                             | -                             | -                             |
| 6                             | Kjetil Strand                 | Füchse Berlin                 | 69 / 351                      | 7                             | 26 / 13                       | 1                             | 1                             | -                             |
| 8                             | Bjarte Myrhol                 | HSG Nordhorn                  | 55 / 88                       | 7                             | 14                            | 5                             | 3                             | -                             |
| 9                             | Børge Lund                    | THW Kiel                      | 136 / 262                     | 7                             | 11                            | 1                             | 4                             | 1                             |
| 10                            | Håvard Tvedten                | CB Ciudad de Logroño          | 120 / 393                     | 7                             | 23 / 14                       | -                             | -                             | -                             |
| 14                            | Jan Thomas Lauritzen          | Bjerringbro FH Silkeborg      | 247 / 549                     | 6                             | 8                             | 2                             | 7                             | -                             |
| 15                            | Kristian Kjelling             | SDC San Antonio               | 94 / 332                      | 7                             | 14 / 1                        | 1                             | -                             | -                             |
| 17                            | André Jørgensen               | AaB Håndbold                  | 99 / 233                      | 3                             | 6                             | -                             | -                             | -                             |
| 18                            | Johnny Jensen                 | SG Flensburg-Handewitt        | 174 / 283                     | 6                             | 1                             | 1                             | 5                             | 1                             |
| 19                            | Thomas Skoglund               | Haslum HK                     | 31 / 63                       | 6                             | 15                            | -                             | -                             | -                             |
| 20                            | Rune Skjærvold                | Stord IL                      | 102 / 212                     | 6                             | 11                            | 2                             | 2                             | -                             |
| 21                            | Lars Erik Bjørnsen            | Team Tvis Holstebro           | 27 / 34                       | 1                             | 2                             | -                             | -                             | -                             |
|                               |                               | Gesamt                        | 1844 / 4049                   | 7                             | 195 / 28                      | 20                            | 30                            | 3                             |
| Trainer/Betreuer              |                               |                               |                               |                               |                               |                               |                               |                               |
|                               | Gunnar A. Pettersen           |                               | Trainer                       |                               |                               |                               |                               |                               |
|                               | Erik Andersen                 |                               | Co-Trainer                    |                               |                               |                               |                               |                               |

## Vorrundenspiele (Gruppe B)
In der Vorrunde trifft die norwegische Mannschaft auf Dänemark, Montenegro und Russland.

### Dänemark 26:27 (10:14) Norwegen
(17. Januar, in Drammen, Drammenshallen)
DÄN: Kasper Hvidt, Peter Henriksen – Lasse Boesen (9), Michael V. Knudsen (5), Jesper Jensen (3), Lars Krogh Jeppesen (3), Hans Lindberg (2/1), Kasper Nielsen (1), Kasper Søndergaard Sarup (1), Joachim Boldsen (1), Lars Jørgensen (1), Mikkel Aagaard, Jesper Nøddesbo, Lars Christiansen
NOR: Steinar Ege, Ole Erevik – Håvard Tvedten (8/6), Frode Hagen (6), Frank Løke (4), Glenn Solberg (3), Jan Thomas Lauritzen (3), Børge Lund (2), Bjarte Myrhol (1), Kjetil Strand, Rune Skjærvold, Kristian Kjelling, Andre Jørgensen, Johnny Jensen

### Norwegen 32:21 (15:10) Russland
(18. Januar, in Drammen, Drammenshallen)
NOR: Steinar Ege, Ole Erevik – Frode Hagen (9), Håvard Tvedten (6/4), Thomas Skoglund (5), Bjarte Myrhol (3), Frank Løke (3), Rune Skjærvold (2), Kristian Kjelling (2), Kjetil Strand (1), Børge Lund (1), Glenn Solberg, Jan Thomas Lauritzen, Johnny Jensen
RUS: Oleg Grams, Alexei Kostygow – Andrei Starych (5), Denis Kriwoschlykow (3), Timur Dibirow (2), Eduard Kokscharow (2/1), Jegor Jewdokimow (2), Michail Tschipurin (2), Waleri Mjagkow (2), Konstantin Igropulo (2), Alexei Kamanin (1), Sergei Pogorelow, Sergei Predybailow, Alexei Rastworzew

### Norwegen 27:22 (16:11) Montenegro
(20. Januar, in Drammen, Drammenshallen)
NOR: Steinar Ege, Ole Erevik – Håvard Tvedten (5/3), Jan Thomas Lauritzen (4), Kristian Kjelling (4/1), Glenn Solberg (3), Frank Løke (3), Frode Hagen (3), Børge Lund (2), Lars Erik Bjørnsen (2), Johnny Jensen (1), Kjetil Strand, Thomas Skoglund, Bjarte Myrhol
MNE: Golub Doknić, Goran Stojanović - Alen Muratović (8), Draško Mrvaljević (6/2), Mladen Rakčević (5), Zoran Roganović (2), Marko Dobrković (1/1), Ratko Đurković, Aleksandar Svitlica, Marko Pejović, Goran Đukanović, Žarko Marković, Petar Kapisoda, Mirko Milašević

## Hauptrundenspiele (Gruppe I)
In der Vorrunde trifft die norwegische Mannschaft auf Kroatien, Polen und Slowenien.

### Polen 24:24 (12:13) Norwegen
(22. Januar, in Stavanger, Stavanger Idrettshall)
POL: Sławomir Szmal, Adam Weiner – Marcin Lijewski (8), Karol Bielecki (7), Grzegorz Tkaczyk (3), Mateusz Jachlewski (1/1), Michał Jurecki (1), Tomasz Tłuczyński (1/1), Patryk Kuchczyński (1), Bartosz Jurecki (1), Mariusz Jurasik (1), Mariusz Jurkiewicz, Damian Wleklak, Artur Siódmiak
NOR: Steinar Ege, Ole Erevik – Kjetil Strand (9/3), Thomas Skoglund (4), Frank Løke (4), Frode Hagen (3), Rune Skjærvold (2), Jan Thomas Lauritzen (1), Kristian Kjelling (1), Børge Lund, Johnny Jensen, Glenn Solberg, Håvard Tvedten, Bjarte Myrhol

### Slowenien 33:29 (14:13) Norwegen
(23. Januar, in Stavanger, Stavanger Idrettshall)
SLO: Gorazd Škof, Beno Lapajne – Jure Natek (9), David Špiler (5/3), Aleš Pajovič (5), Goran Kozomara (4), Vid Kavtičnik (4), Luka Žvižej (2), Uroš Zorman (2), Matjaž Mlakar (1), Miladin Kozlina (1), Rok Praznik, Jure Dobelšek, Dragan Gajič
NOR: Steinar Ege, Ole Erevik – Frank Løke (7), Kristian Kjelling (7), Frode Hagen (5), Thomas Skoglund (3), Bjarte Myrhol (2), Glenn Solberg (1), Håvard Tvedten (1), Kjetil Strand (1), Rune Skjærvold (1), Børge Lund (1), Jan Thomas Lauritzen, André Jørgensen

### Kroatien 23:23 (10:11) Norwegen
(24. Januar, in Stavanger, Stavanger Idrettshall)
KRO: Vjenceslav Somić, Mirko Alilović – Ivano Balić (9), Blaženko Lacković (5), Nikša Kaleb (3), Petar Metličić (3), Tonči Valčić (1), Ivan Čupić (1), Domagoj Duvnjak (1/1), Zlatko Horvat, Renato Sulić, Denis Špoljarić, Davor Dominiković, Igor Vori 
NOR: Steinar Ege, Ole Erevik – Kjetil Strand (5/3), Rune Skjærvold (5), Frode Hagen (5), Glenn Solberg (4), Thomas Skoglund (3), Bjarte Myrhol (1), Håvard Tvedten, Børge Lund, Kristian Kjelling, Johnny Jensen

## Spiel um Platz 5
Im Spiel um Platz fünf trifft die norwegische Mannschaft auf den Drittplatzierten der Hauptrundengruppe II, Schweden.

### Schweden (26:26, 15:13) n. 2. V. Norwegen
(26. Januar in Lillehammer,  Håkans Hall)
SWE: Tomas Svensson, Dan Beutler – Jonas Källman (7), Martin Boquist (7), Jonas Larholm (5/1), Marcus Ahlm (5), Kim Andersson (5/1), Jan Lennartsson (3/1), Oscar Carlén (3), Johan Petersson (1/1), Robert Arrhenius, Dalibor Doder, Magnus Jernemyr, Henrik Lundström 
NOR: Steinar Ege, Ole Erevik – Kjetil Strand (10/7), Bjarte Myrhol (7), André Jørgensen (6), Børge Lund (5), Håvard Tvedten (4/1), Frode Hagen (2), Thomas Skoglund, Rune Skjærvold, Jan Thomas Lauritzen, Kristian Kjelling, Johnny Jensen, Glenn Solberg